# Île au Guano
Die Île au Guano (französisch; englisch Guano Island, jeweils übersetzt Guano-Insel) ist eine felsige und 300 m lange Insel vor der Küste des ostantarktischen Adélielands. Sie liegt 0,3 km südlich der Île du Chameau in der Gruppe der Curzon-Inseln. 
Teilnehmer einer von 1949 bis 1951 dauernden französischen Antarktisexpedition nahmen eine Kartierung vor und benannten die Insel. Namensgebend sind die erheblichen Guanovorkommen auf dieser Insel als Folge der Ausscheidung von Pinguinen. 